# Viktor Reimann
Viktor Riemann (25 de janeiro 1915 - 7 de outubro de 1996) foi um escritor austríaco, comentarista, jornalista e político (VDU). Ele foi membro do "Nationalrat" ("Parlamento Nacional") entre 1949 e 1956.
Apesar do seu envolvimento no activismo de libertação e subsequente prisão após a incorporação do país à Alemanha de Hitler, Riemann viu-se identificado como um polémico, ou às vezes mais simplesmente como um constrangimento, por representantes do consensual centro político austríaco dominante durante as décadas do pós-guerra. Uma sucessão de biografias políticas e contribuições dos seus jornais podem ter contribuído para isso.